# Ernst Gagel
Ernst Gagel (* 6. Juni 1916 in Fürth; † 27. September 1975 in Erlangen) war ein deutscher Gymnasialprofessor und Heimatforscher.

## Leben
Ernst Gagel legte nach Studien an der Ludwig-Maximilians-Universität München und an der Universität Erlangen die wissenschaftliche Prüfung für das Lehramt an höheren Schulen in den Fächern Erdkunde, Geschichte und Germanistik ab. Am 10. Dezember 1937 beantragte er die Aufnahme in die NSDAP und wurde rückwirkend zum 1. Mai desselben Jahres aufgenommen (Mitgliedsnummer 5.326.384).
Als studentische Hilfskraft am Erlanger Institut für Geographie unterstützte er ab Januar 1941 Otto Berninger (1898–1991), der dort seit Beginn des Zweiten Weltkriegs den Lehrbetrieb allein aufrechterhalten musste. Unter Berningers Leitung hielt er bereits im Sommersemester 1943 kartografische Übungen ab. In seiner 1944 verfassten Promotionsschrift an der Naturwissenschaftlichen Fakultät der Universität Erlangen befasste er sich mit Paul Pfinzings Leistung für die deutsche Kartografie und konnte Verwalter der Assistentenstelle werden. Im November 1944 folgte er Erich Otremba als Wissenschaftlicher Assistent.  Abgesehen von einer kurzen Unterbrechung nach Kriegsende, als er aufgrund seiner NSDAP-Mitgliedschaft entlassen wurde, hatte er diese Stelle bis zu seinem Ausscheiden 1949 inne.
Gagel lehrte danach von 1950 bis zu seinem Tode am Kepler-Gymnasium Weiden, zuletzt als Studiendirektor. Unter anderem leitete er ab 1955 den wiederbelebten Heimatkundlichen Arbeitskreis Weiden im Oberpfälzer Waldverein, der in seiner Schriftenreihe unter Gagels Schriftleitung Oberpfälzer Heimat laufend heimatkundliche Forschungsergebnisse veröffentlichte. 1957 wurde ihm in Weiden in der Oberpfalz auch das Amt des Heimatpflegers übertragen.

## Publikationen (Auswahl)
- Paul Pfinzing. Seine Leistung für die deutsche Kartographie. o. O., [Diss. 1945], 1944.
- Die sieben Meere. Ihre Erforschung und Erschließung. Westermann-Verlag, Braunschweig; Berlin; Hamburg; München; Kiel; Darmstadt, 1955.
- So entstehen Landkarten. Verlag Sebastian Lux, Murnau; München; Innsbruck; Olten, 1956.
- Pfinzing, der Kartograph der Reichsstadt Nürnberg (1554–1599). Verlag der Altnürnberger Landschaft, Hersbruck; [Nürnberg], 1957. [Unter Mitarbeit von Fritz Schnelbögl]
- Antarktis. Verlag Sebastian Lux, Murnau; München; Innsbruck; Basel, 1957.
- Weiden in der Oberpfalz. Max-Reger-Stadt. Von den Anfängen bis heute. Verlag für Behörden und Wirtschaft Hoeppner, Assling (Obb.); München, 1971. [Adolf Schuster (Hrsg., Red.); E. Gagel (Red.)]
- Streifzüge durch Weiden. Unsere Stadt gestern und heute. Knauf-Verlag, Weiden i.d. OPf. 1975 [3. erg. Aufl.; mit einem Beitrag über Weiden im Spätmittelalter von Josef Kick]

## Ehrungen
- 1970: Nordgau-Kulturpreis der Stadt Amberg in der Kategorie „Heimatpflege“